# La Mort en ligne 3
Pour les articles homonymes, voir One Missed Call.
Série
La Mort en ligne 2
(2005)
Pour plus de détails, voir Fiche technique et Distribution.
La Mort en ligne 3 (着信アリFinal, Chakushin Ari: Final) est un film d'horreur japonais réalisé par Manabu Asou, dernier opus de la trilogie de films One Missed Call, et sorti en 2006.

## Synopsis
L'intrigue de ce volet se déroule en Corée du Sud où une classe de lycéens japonais est en voyage scolaire. Ceux-ci se mettent à recevoir sur leurs téléphones portables des messages contenant une photo montrant leur mort. Ils comprennent vite que la seule façon d'échapper à leur sort est d'envoyer le message reçu sur le portable de quelqu'un d'autre pour que la malédiction se transmette et ainsi "passer leur tour".
Très rapidement, les élèves de la classe tentent le tout pour le tout, n'hésitant pas à renvoyer les messages maudits sur les portables de leurs camarades, les sacrifiant afin de sauver leur propre vie. De plus, si tous les étudiants commencent à se retourner les uns contre les autres, il apparaît également que les morts sont de plus en plus violentes et horribles au fur et à mesure que ce "Jeu de la mort" progresse ! 
Dans la folie qui gagne l'ensemble de la classe, une lycéenne du nom de Emiri Kusama tente de résoudre le mystère et de conjurer la malédiction. Aidée par An-Jinu, un étudiant sud-coréen rencontré là-bas, elle mène son enquête qui la mène vers Asuka Matsuda, une des élèves de la classe brimée et martyrisée sans cesse par ses camarades et qui semble être l'auteure des messages maudits.

## Fiche technique
- Titre : La Mort en ligne 3
- Titre original : 着信アリFinal (Chakushin Ari: Final)
- Titre anglais : One Missed Call: Final
- Réalisation : Manabu Asou
- Scénario : Yasushi Akimoto
- Image : Kazushige Tanaka
- Pays d'origine : Japon
- Langue : Japonais
- Format : couleur — 1,85:1 — son Dolby Digital
- Genre : horreur
- Durée : 104 minutes
- Date de sortie :  Japon : 24 juin 2006

## Distribution
- Maki Horikita : Asuka Matsuda
- Meisa Kuroki : Emiri Kusawa
- Jang Geun-suk : An-Jinu
- Erika Asukara : Minori
- Miho Amakawa : Azusa
- Mami Hashimoto : Misue
- Haruno Inoue : Akiko
- Yûta Ishida : Keisuke
- Itsuji Itao : Professeur Kibe
- Yû Kamiwaki : Mari
- Takanori Kawamoto : Hiroyuki
- Sora Matsumoto : amie de Tomoka
- Yuta Murakami : Tooru Akike
- Karen Oshima : Mimiko Mizunuma
- Mayu Satô : Megumi
- Ayumi Takahashi : Tomoka
- Yuki Takayasu : Yuri
- Rakuto Tochihara : Shinichi
- Kazuma Yamane : Teruya

## Sortie DVD
Le DVD de La Mort en ligne 3 n'a pas encore été édité en France.

## Accueil
Selon certaines sources, le principal défaut du film est l'absence de grands acteurs, bon nombre d'entre eux étant en effet quasiment des inconnus. Toutefois Maki Horikita est la principale exception puisqu'elle est déjà expérimentée. Quant à Meisa Kuroki, elle est considérée par beaucoup comme une future grande actrice et on lui prédit déjà une belle carrière.
Quant au film en lui-même, bien qu'il soit efficace et son ambiance réellement prenante, il n'innove en rien par rapport à ses deux prédécesseurs. Il s'agit tout simplement d'un bon film d'horreur/fantastique japonais, mais qui reste classique dans sa mise en scène.
Par certains aspects, cet épisode peut être considéré comme un équivalent japonais à la série américaine des Destination Finale.

## Note
Les différents épisodes de la trilogie tiennent compte des perfectionnements apportés aux téléphones portables. Ainsi dans le premier épisode, la malédiction se propageait d'un téléphone portable à un autre par simple message vocal. Dans le deuxième volet, c'est par visiophone que la malédiction se propageait. Enfin, le troisième opus voit l'usage du courriel pour téléphones portables.